# Vejle kommun
Vejle kommun (danska: Vejle Kommune) är en kommun i Region Syddanmark i västra Danmark. Kommunens centralort är staden Vejle.
I samband med kommunreformen 2007 gick kommunerna Børkop, Give och Jelling samt delar av kommunerna Egtved (huvuddelen förutom Vester Nebels socken) och Tørring-Uldum (Grejs socken) upp i Vejle kommun. Innan det hade Vejle kommun en yta som var endast cirka en sjundedel av den nuvarande ytan. Dåvarande Vejle kommun hade 55 750 invånare 2004, medan den nya utvidgade kommunen hade 104 101 invånare den 1 januari 2007.

## Tätorter
| Vejle kommuns största tätorter |          |                 |
| Nr                             | Tätort   | Invånare (2017) |
| 1                              | Vejle    | 55.876          |
| 2                              | Børkop   | 5.435           |
| 3                              | Give     | 4.603           |
| 4                              | Jelling  | 3.443           |
| 5                              | Brejning | 3.016           |
| 6                              | Egtved   | 2.329           |
| 7                              | Skibet   | 2.085           |
| 8                              | Bredsten | 1.694           |
| 9                              | Ødsted   | 1.462           |
| 10                             | Thyregod | 1.384           |

## Socknar
| 1. Thyregods socken 2. Vesters socken 3. Øster Nykirke socken 4. Give socken 5. Givskuds socken 6. Hvejsels socken 7. Ringive socken 8. Lindeballe socken 9. Gadbjergs socken 10. Jellings socken 11. Kollerups socken 12. Vindelevs socken 13. Grejs socken 14. Randbøls socken 15. Nørups socken 16. Bredstens socken 17. Skibets socken 18. Hovers socken 19. Hornstrups socken 20. Sankt Johannes socken 21. Vor Frelsers socken 22. Nørremarks socken 23. Bredballe socken 24. Engums socken 25. Sankt Nikolajs socken 26. Mølholms socken 27. Egtveds socken 28. Ødsteds socken 29. Jerlevs socken 30. Højens socken 31. Vindings socken 32. Skærups socken 33. Gauerslunds socken 34. Øster Starups socken 35. Smidstrups socken 36. Gårslevs socken |

## Borgmästare
- Leif Skov, 1 januari 2007–31 december 2009
- Arne Sigtenbjerggaard, 1 januari 2010–28 februari 2017
- Jens Ejner Christensen, Venstre, 1 mars 2017–

Denna lista hämtas från Wikidata. Informationen kan ändras där.